# Specie di Leptonetidae
Di seguito sono descritte tutte le 271 specie della famiglia di ragni Leptonetidae note a giugno 2013.

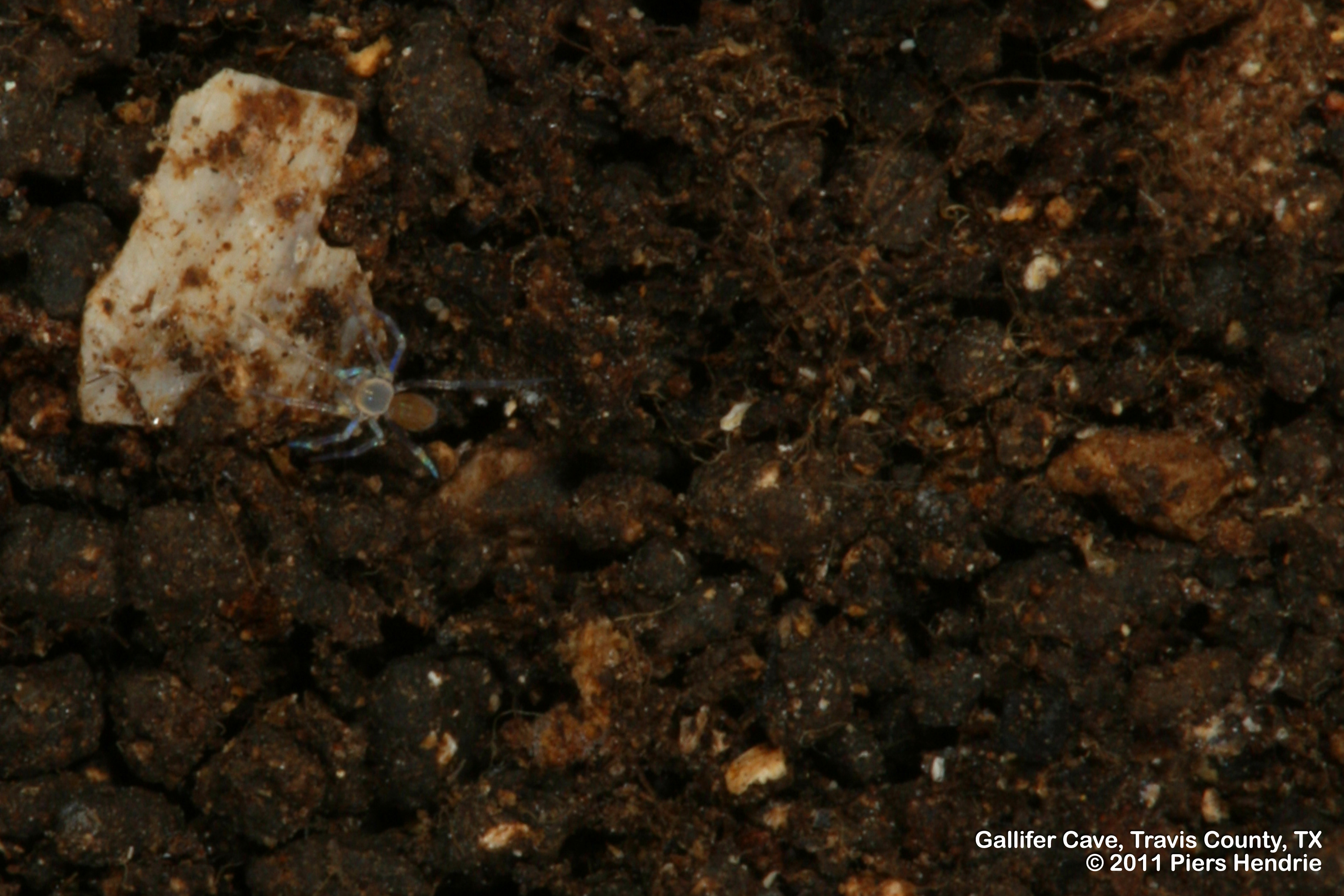
Tayshaneta myopica

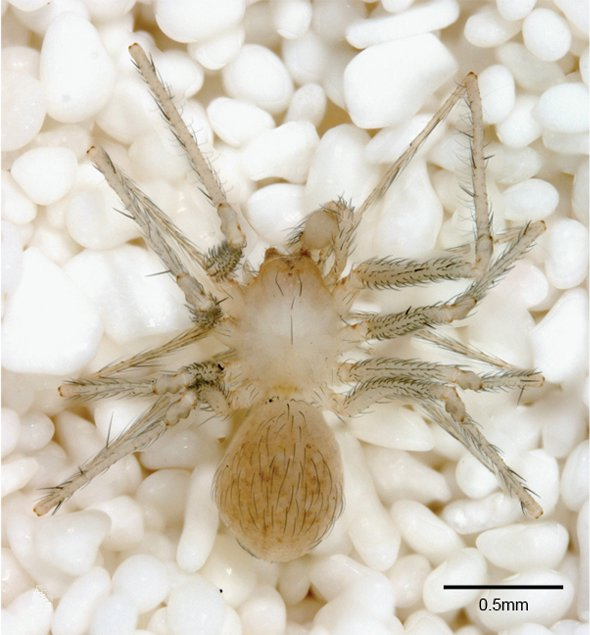
Tayshaneta anopica

## Appaleptoneta
Appaleptoneta Platnick, 1986
- Appaleptoneta barrowsi (Gertsch, 1974) — USA
- Appaleptoneta coma (Barrows, 1940) — USA
- Appaleptoneta credula (Gertsch, 1974) — USA
- Appaleptoneta fiskei (Gertsch, 1974) — USA
- Appaleptoneta gertschi (Barrows, 1940) — USA
- Appaleptoneta jonesi (Gertsch, 1974) — USA
- Appaleptoneta silvicultrix (Crosby & Bishop, 1925) — USA

## Archoleptoneta
Archoleptoneta Gertsch, 1974
- Archoleptoneta gertschi Ledford & Griswold, 2010 — USA
- Archoleptoneta schusteri Gertsch, 1974 — USA

## Barusia
Barusia Kratochvíl, 1978
- Barusia hofferi (Kratochvíl, 1935) — Montenegro
- Barusia insulana (Kratochvíl & Miller, 1939) — Croazia
- Barusia korculana (Kratochvíl & Miller, 1939) — Croazia
- Barusia laconica (Brignoli, 1974) — Grecia
- Barusia maheni (Kratochvíl & Miller, 1939) — Croazia

## Calileptoneta
Calileptoneta Platnick, 1986
- Calileptoneta briggsi Ledford, 2004 — USA
- Calileptoneta californica (Banks, 1904) — USA
- Calileptoneta cokendolpheri Ledford, 2004 — USA
- Calileptoneta helferi (Gertsch, 1974) — USA
- Calileptoneta noyoana (Gertsch, 1974) — USA
- Calileptoneta oasa (Gertsch, 1974) — USA
- Calileptoneta sylva Chamberlin & Ivie, 1942 — USA
- Calileptoneta ubicki Ledford, 2004 — USA
- Calileptoneta wapiti (Gertsch, 1974) — USA

## Cataleptoneta
Cataleptoneta Denis, 1955
- Cataleptoneta aesculapii (Brignoli, 1968) — Turchia
- Cataleptoneta edentula Denis, 1955 — Libano
- Cataleptoneta lingulata Wang & Li, 2010 — Croazia
- Cataleptoneta sbordonii (Brignoli, 1968) — Turchia
- Cataleptoneta semipinnata Wang & Li, 2010 — Grecia
- Cataleptoneta sengleti (Brignoli, 1974) — Creta

## Chisoneta
Chisoneta Ledford & Griswold, 2011
- Chisoneta chisosea (Gertsch, 1974) — USA
- Chisoneta isolata (Gertsch, 1971) — Messico
- Chisoneta modica (Gertsch, 1974) — Messico
- Chisoneta pecki (Gertsch, 1971) — Messico

## Darkoneta
Darkoneta Ledford & Griswold, 2010
- Darkoneta arganoi (Brignoli, 1974) — Messico
- Darkoneta garza (Gertsch, 1974) — USA
- Darkoneta obscura (Gertsch, 1974) — Messico
- Darkoneta quetzal Ledford & Griswold, 2010 — Guatemala
- Darkoneta reddelli Ledford & Griswold, 2010 — Messico
- Darkoneta stridulans (Platnick, 1994) — Panamà

## Falcileptoneta
Falcileptoneta Komatsu, 1970
- Falcileptoneta aichiensis Irie & Ono, 2007 — Giappone
- Falcileptoneta amakusaensis Irie & Ono, 2005 — Giappone
- Falcileptoneta asuwana (Nishikawa, 1981) — Giappone
- Falcileptoneta caeca Yaginuma, 1972 — Giappone
- Falcileptoneta gotoensis Irie & Ono, 2005 — Giappone
- Falcileptoneta higoensis (Irie & Ono, 2003) — Giappone
- Falcileptoneta inabensis (Nishikawa, 1982) — Giappone
- Falcileptoneta inagakii Irie & Ono, 2011 — Giappone
- Falcileptoneta iriei (Komatsu, 1967) — Giappone
- Falcileptoneta japonica (Simon, 1893) — Giappone
- Falcileptoneta kugoana (Komatsu, 1961) — Giappone
- Falcileptoneta melanocomata (Komatsu, 1961) — Giappone
- Falcileptoneta musculina (Komatsu, 1961) — Giappone
- Falcileptoneta ogatai Irie & Ono, 2007 — Giappone
- Falcileptoneta okinawaensis Komatsu, 1972 — Isola di Okinawa
- Falcileptoneta satsumaensis Irie & Ono, 2005 — Giappone
- Falcileptoneta soboensis Irie & Ono, 2005 — Giappone
- Falcileptoneta speciosa (Komatsu, 1957) — Giappone
- Falcileptoneta striata (Oi, 1952) — Giappone
  - Falcileptoneta striata fujisana Yaginuma, 1972 — Giappone
- Falcileptoneta tajimiensis Irie & Ono, 2011 — Giappone
- Falcileptoneta tofacea Yaginuma, 1972 — Giappone
- Falcileptoneta tsushimensis (Yaginuma, 1970) — Giappone
- Falcileptoneta uenoi (Taginuma, 1963) — Giappone
- Falcileptoneta usihanana (Komatsu, 1961) — Giappone
- Falcileptoneta yamauchii (Nishikawa, 1982) — Giappone
- Falcileptoneta zenjoenis (Komatsu, 1965) — Giappone

## Guineta
Guineta Lin & Li, 2010
- Guineta gigachela Lin & Li, 2010 — Cina

## Leptoneta
Leptoneta Simon, 1872
- Leptoneta abeillei Simon, 1882 — Spagna, Francia
- Leptoneta alpica Simon, 1882 — Francia
- Leptoneta anocellata Chen, Zhang & Song, 1986 — Cina
- Leptoneta arquata Song & Kim, 1991 — Cina
- Leptoneta berlandi Machado & Ribera, 1986 — Portogallo
- Leptoneta cavalairensis Dresco, 1987 — Francia
- Leptoneta changlini Zhu & Tso, 2002 — Taiwan
- Leptoneta ciaisensis Dresco, 1987 — Francia
- Leptoneta comasi Ribera, 1978 — Spagna
- Leptoneta condei Dresco, 1987 — Francia
- Leptoneta conimbricensis Machado & Ribera, 1986 — Portogallo
- Leptoneta convexa Simon, 1872 — Francia
  - Leptoneta convexa aulotensis Dresco, 1990 — Francia
- Leptoneta coreana Paik & Namkung, 1969 — Corea
- Leptoneta cornea Tong & Li, 2008 — Cina
- Leptoneta corsica Fage, 1943 — Corsica
- Leptoneta crypticola Simon, 1907 — Francia
  - Leptoneta crypticola franciscoloi Caporiacco, 1950 — Italia
  - Leptoneta crypticola simplex Fage, 1913 — Francia
- Leptoneta exilocula Tong & Li, 2008 — Cina
- Leptoneta fagei Simon, 1914 — Francia
- Leptoneta falcata Chen, Gao & Zhu, 2000 — Cina
- Leptoneta foliiformis Tong & Li, 2008 — Cina
- Leptoneta fouresi Dresco, 1979 — Francia
- Leptoneta handeulgulensis Namkung, 2002 — Corea
- Leptoneta hogyegulensis Paik & Namkung, 1969 — Corea
- Leptoneta hongdoensis Paik, 1980 — Corea
- Leptoneta huanglongensis Chen, Zhang & Song, 1982 — Cina
- Leptoneta huisunica Zhu & Tso, 2002 — Taiwan
- Leptoneta hwanseonensis Namkung, 1987 — Corea
- Leptoneta infuscata Simon, 1872 — Spagna, Francia, Maiorca
  - Leptoneta infuscata ovetana Machado, 1939 — Spagna
- Leptoneta insularis Roewer, 1953 — Sardegna
- Leptoneta jangsanensis Seo, 1989 — Corea
- Leptoneta jeanneli Simon, 1907 — Francia
- Leptoneta kernensis Simon, 1910 — Algeria
- Leptoneta lantosquensis Dresco, 1987 — Francia
- Leptoneta leucophthalma Simon, 1907 — Spagna
- Leptoneta lingqiensis Chen, Shen & Gao, 1984 — Cina
- Leptoneta maculosa Song & Xu, 1986 — Cina
- Leptoneta manca Fage, 1913 — Francia
- Leptoneta miaoshiensis Chen & Zhang, 1993 — Cina
- Leptoneta microphthalma Simon, 1872 — Francia
- Leptoneta monodactyla Yin, Wang & Wang, 1984 — Cina
- Leptoneta namhensis Paik & Seo, 1982 — Corea
- Leptoneta nigrabdomina Zhu & Tso, 2002 — Taiwan
- Leptoneta olivacea Simon, 1882 — Francia
- Leptoneta paikmyeonggulensis Paik & Seo, 1984 — Corea
- Leptoneta paroculus Simon, 1907 — Spagna
- Leptoneta patrizii Roewer, 1953 — Sardegna
- Leptoneta proserpina Simon, 1907 — Francia
- Leptoneta secula Namkung, 1987 — Corea
- Leptoneta serbariuana Roewer, 1953 — Sardegna
- Leptoneta setulifera Tong & Li, 2008 — Cina
- Leptoneta simboggulensis Paik, 1971 — Corea
- Leptoneta soryongensis Paik & Namkung, 1969 — Corea
- Leptoneta spinipalpus Kim, Lee & Namkung, 2004 — Corea
- Leptoneta taeguensis Paik, 1985 — Corea
- Leptoneta taiwanensis Zhu & Tso, 2002 — Taiwan
- Leptoneta taizhensis Chen & Zhang, 1993 — Cina
- Leptoneta taramellii Roewer, 1956 — Sardegna
- Leptoneta tianzinensis Tong & Li, 2008 — Cina
- Leptoneta trabucensis Simon, 1907 — Francia
- Leptoneta trispinosa Yin, Wang & Wang, 1984 — Cina
- Leptoneta tunxiensis Song & Xu, 1986 — Cina
- Leptoneta unispinosa Yin, Wang & Wang, 1984 — Cina
- Leptoneta vittata Fage, 1913 — Francia
- Leptoneta waheulgulensis Namkung, 1991 — Corea
- Leptoneta wangae Tong & Li, 2008 — Cina
- Leptoneta xui Chen, Gao & Zhu, 2000 — Cina
- Leptoneta yebongsanensis Kim, Lee & Namkung, 2004 — Corea
- Leptoneta yongdamgulensis Paik & Namkung, 1969 — Corea
- Leptoneta yongyeonensis Seo, 1989 — Corea

## Leptonetela
Leptonetela Kratochvíl, 1978
- Leptonetela andreevi Deltshev, 1985 — Grecia
- Leptonetela anshun Lin & Li, 2010 — Cina
- Leptonetela bama Lin & Li, 2010 — Cina
- Leptonetela caucasica Dunin, 1990 — Georgia, Azerbaijan
- Leptonetela chiosensis Wang & Li, 2011 — Grecia
- Leptonetela curvispinosa Lin & Li, 2010 — Cina
- Leptonetela danxia Lin & Li, 2010 — Cina
- Leptonetela deltshevi (Brignoli, 1979) — Turchia
- Leptonetela digitata Lin & Li, 2010 — Cina
- Leptonetela flabellaris Wang & Li, 2011 — Cina
- Leptonetela furcaspina Lin & Li, 2010 — Cina
- Leptonetela geminispina Lin & Li, 2010 — Cina
- Leptonetela gittenbergeri Wang & Li, 2010 — Grecia
- Leptonetela grandispina Lin & Li, 2010 — Cina
- Leptonetela hamata Lin & Li, 2010 — Cina
- Leptonetela hangzhouensis (Chen, Shen & Gao, 1984) — Cina
- Leptonetela hexacantha Lin & Li, 2010 — Cina
- Leptonetela identica (Chen, Jia & Wang, 2010) — Cina
- Leptonetela jinsha Lin & Li, 2010 — Cina
- Leptonetela jiulong Lin & Li, 2010 — Cina
- Leptonetela kanellisi (Deeleman-Reinhold, 1971) — Grecia
- Leptonetela lineata Wang & Li, 2011 — Cina
- Leptonetela liping Lin & Li, 2010 — Cina
- Leptonetela lophacantha (Chen, Jia & Wang, 2010) — Cina
- Leptonetela maxillacostata Lin & Li, 2010 — Cina
- Leptonetela megaloda (Chen, Jia & Wang, 2010) — Cina
- Leptonetela meitan Lin & Li, 2010 — Cina
- Leptonetela mengzongensis Wang & Li, 2011 — Cina
- Leptonetela microdonta (Xu & Song, 1983) — Cina
- Leptonetela mita Wang & Li, 2011 — Cina
- Leptonetela nuda (Chen, Jia & Wang, 2010) — Cina
- Leptonetela octocantha Lin & Li, 2010 — Cina
- Leptonetela palmata Lin & Li, 2010 — Cina
- Leptonetela parlonga Wang & Li, 2011 — Cina
- Leptonetela pentakis Lin & Li, 2010 — Cina
- Leptonetela pungitia Wang & Li, 2011 — Vietnam
- Leptonetela quinquespinata (Chen & Zhu, 2008) — Cina
- Leptonetela retiiculopecta Lin & Li, 2010 — Cina
- Leptonetela robustispina (Chen, Jia & Wang, 2010) — Cina
- Leptonetela rudicula Wang & Li, 2011 — Cina
- Leptonetela sexdentata Wang & Li, 2011 — Cina
- Leptonetela strinatii (Brignoli, 1976) — Grecia
- Leptonetela suae Lin & Li, 2010 — Cina
- Leptonetela tetracantha Lin & Li, 2010 — Cina
- Leptonetela thracia Gasparo, 2005 — Grecia
- Leptonetela tianxingensis Wang & Li, 2011 — Cina
- Leptonetela tongxi Lin & Li, 2010 — Cina
- Leptonetela yangi Lin & Li, 2010 — Cina
- Leptonetela yaoi Wang & Li, 2011 — Cina
- Leptonetela zhai Wang & Li, 2011 — Cina

## Masirana
Masirana Kishida, 1942
- Masirana abensis (Kobayashi, 1973) — Giappone
- Masirana akahanei Komatsu, 1963 — Giappone
- Masirana akiyoshiensis (Oi, 1958) — Giappone
  - Masirana akiyoshiensis imperatoria Komatsu, 1974 — Giappone
  - Masirana akiyoshiensis kagekiyoi Komatsu, 1974 — Giappone
  - Masirana akiyoshiensis primocreata Komatsu, 1974 — Giappone
- Masirana bandoi (Nishikawa, 1986) — Giappone
- Masirana chibusana (Irie, 2000) — Giappone
- Masirana cinevacea Kishida, 1942 — Giappone
- Masirana glabra (Komatsu, 1957) — Giappone
- Masirana kawasawai (Komatsu, 1970) — Giappone
- Masirana kinoshitai (Irie, 2000) — Giappone
- Masirana kosodeensis Komatsu, 1963 — Giappone
- Masirana kuramotoi Komatsu, 1974 — Giappone
- Masirana kusunoensis Irie & Ono, 2010 — Giappone
- Masirana kyokoae Yaginuma, 1972 — Giappone
- Masirana longimana Yaginuma, 1970 — Giappone
- Masirana longipalpis Komatsu, 1972 — Isola di Okinawa
- Masirana mizonokuchiensis Irie & Ono, 2005 — Giappone
- Masirana nippara Komatsu, 1957 — Giappone
- Masirana silvicola (Kobayashi, 1973) — Giappone
- Masirana taioensis Irie & Ono, 2005 — Giappone
- Masirana taraensis Irie & Ono, 2005 — Giappone

## Montanineta
Montanineta Ledford & Griswold, 2011
- Montanineta sandra (Gertsch, 1974) — USA

## Neoleptoneta
Neoleptoneta Brignoli, 1972
- Neoleptoneta bonita (Gertsch, 1974) — Messico
- Neoleptoneta brunnea (Gertsch, 1974) — Messico
- Neoleptoneta caliginosa Brignoli, 1977 — Messico
- Neoleptoneta capilla (Gertsch, 1971) — Messico
- Neoleptoneta delicata (Gertsch, 1971) — Messico
- Neoleptoneta limpida (Gertsch, 1974) — Messico
- Neoleptoneta rainesi (Gertsch, 1971) — Messico
- Neoleptoneta reclusa (Gertsch, 1971) — Messico

## Ozarkia
Ozarkia Ledford & Griswold, 2011
- Ozarkia alabama (Gertsch, 1974) — USA
- Ozarkia apachea (Gertsch, 1974) — USA
- Ozarkia archeri (Gertsch, 1974) — USA
- Ozarkia arkansa (Gertsch, 1974) — USA
- Ozarkia blanda (Gertsch, 1974) — USA
- Ozarkia georgia (Gertsch, 1974) — USA
- Ozarkia iviei (Gertsch, 1974) — USA
- Ozarkia novaegalleciae (Brignoli, 1979) — USA
- Ozarkia serena (Gertsch, 1974) — USA

## Paraleptoneta
Paraleptoneta Fage, 1913
- Paraleptoneta bellesi Ribera & Lopez, 1982 — Tunisia
- Paraleptoneta spinimana (Simon, 1884) — Algeria, Italia

## Protoleptoneta
Protoleptoneta Deltshev, 1972
- Protoleptoneta baccettii (Brignoli, 1979) — Italia
- Protoleptoneta beroni Deltshev, 1977 — Bulgaria
- Protoleptoneta bulgarica Deltshev, 1972 — Bulgaria
- Protoleptoneta italica (Simon, 1907) — Francia, Italia, Austria

## Rhyssoleptoneta
Rhyssoleptoneta Tong & Li, 2007
- Rhyssoleptoneta latitarsa Tong & Li, 2007 — Cina

## Sinoneta
Sinoneta Lin & Li, 2010
- Sinoneta notabilis Lin & Li, 2010 — Cina
- Sinoneta palmata (Chen, Jia & Wang, 2010) — Cina
- Sinoneta sexdigiti Lin & Li, 2010 — Cina

## Sulcia
Sulcia Kratochvíl, 1938
- Sulcia armata Kratochvíl, 1978 — Montenegro
- Sulcia cretica Fage, 1945 — Creta
  - Sulcia cretica lindbergi Dresco, 1962 — Grecia
  - Sulcia cretica violacea Brignoli, 1974 — Grecia
- Sulcia inferna Kratochvíl, 1938 — Croazia
- Sulcia mirabilis Kratochvíl, 1938 — Montenegro
- Sulcia montenegrina (Kratochvíl & Miller, 1939) — Montenegro
- Sulcia nocturna Kratochvíl, 1938 — Croazia
- Sulcia occulta Kratochvíl, 1938 — Bosnia-Erzegovina
- Sulcia orientalis (Kulczynski, 1914) — Bosnia-Erzegovina

## Tayshaneta
Tayshaneta Ledford & Griswold, 2011
- Tayshaneta anopica (Gertsch, 1974) — USA
- Tayshaneta archambaulti Ledford et al., 2012 — USA
- Tayshaneta bullis (Cokendolpher, 2004) — USA
- Tayshaneta coeca (Chamberlin & Ivie, 1942) — USA
- Tayshaneta concinna (Gertsch, 1974) — USA
- Tayshaneta devia (Gertsch, 1974) — USA
- Tayshaneta emeraldae Ledford et al., 2012 — USA
- Tayshaneta fawcetti Ledford et al., 2012 — USA
- Tayshaneta grubbsi Ledford et al., 2012 — USA
- Tayshaneta madla Ledford et al., 2012 — USA
- Tayshaneta microps (Gertsch, 1974) — USA
- Tayshaneta myopica (Gertsch, 1974) — USA
- Tayshaneta oconnorae Ledford et al., 2012 — USA
- Tayshaneta paraconcinna (Cokendolpher & Reddell, 2001) — USA
- Tayshaneta sandersi Ledford et al., 2012 — USA
- Tayshaneta sprousei Ledford et al., 2012 — USA
- Tayshaneta valverdae (Gertsch, 1974) — USA
- Tayshaneta vidrio Ledford et al., 2012 — USA
- Tayshaneta whitei Ledford et al., 2012 — USA

## Teloleptoneta
Teloleptoneta Ribera, 1988
- Teloleptoneta synthetica (Machado, 1951) — Portogallo